# 吉貝耍
吉貝耍（西拉雅語：Kabuasua），位於臺南市東山區東河里。吉貝耍居民為臺灣原住民西拉雅族蕭壠社之後裔。今雖已高度漢化，但仍保有許多傳統信仰及習俗。代表祭典為每年九月初五舉行的嚎海祭。

## 地理
行政區屬臺南市東山區東河里，距東山市區4公里、距新營車站7公里。位於枕頭山脈西側的平原上，急水溪支流龜重溪中游，其地原為洪雅族哆囉嘓社之舊地。
吉貝耍在西拉雅語的意思是「木棉花的部落」。但由於居民高度漢化，通行語言為臺灣話，聚落建築也與一般嘉南平原的農村無異。

## 歷史
吉貝耍早期為哆囉嘓社的支社。後來在清初時，由於一部分蕭壠社人可能受到漢人入殖競爭，從舊地經倒風內海溯急水溪而上，而向內陸遷移，沿著其支流龜重溪來到吉貝耍。同時也使得原來居住在此的哆囉嘓社人他遷，往東往北進入關子嶺、白水溪一帶。臺灣府知府余文儀在1793年完成的《續修臺灣府志》寫道：
蕭壠社縣西七十里近番眾分居社東桔根耍，距舊社十二里
一般認為文中的「桔根耍」就是吉貝耍。

## 孝海祭

### 由來
吉貝耍主要祭典有農曆3月29日及農曆9月5日共2次，而以9月5日的所謂傳統夜祭(阿立母夜祭)及「孝海」祭最為重要，也最吸引外人的眼光。是吉貝耍最隆重最具代表性的祭典，也是吉貝耍社區最熱鬧的日子。
關於「孝海祭」的由來，當地耆老有兩種說法：
其一是說當初祖先渡海來台，有許多先民死於海上，所以祖先在「倒風內海」登陸，於蕭壠（今台南市佳里區）建立部落後，為緬懷當初渡海來台祖先，每年社民會至倒風內海海邊「乞水」，並祭拜祖靈以示不忘本。後來部分社民因番屯政策東遷至哆囉嘓社地（今台南市東山區境內）龜重溪畔建立吉貝耍支社，每年農曆9月初5無法再回到海邊祭祖，於是在大公廨(大公廨的主神是尪祖（或案祖），是全吉貝耍阿立祖信仰文化地位最高的神明。目前大公廨供奉的神瓶是代表（象徵）尪祖、阿立母。)附近的農田，面向西南方大海的方向，遙拜祖靈；
另一說法為當初祖先渡海來台，受當地一位漁民「阿海」接濟，引導祖先從倒風內海到蕭壠登陸，後來阿海在某年的農曆9月初5於魚塭遭雷殛身亡，蕭壠社民感念其恩情，在番仔塭（今七股區大埕里）建小廟紀念他，尊稱他為「海祖」，族人搬遷至吉貝耍後，依然懷念海祖恩惠，特地在海祖仙逝日子面向大海方向祭拜他，於是發展岀現今的「孝海」祭典。「哮海」祭屬緬懷祖先的祭典，也是吉貝耍獨特的祭典，其文化意涵與其他
社群慶祝「神明」聖誕的意涵是不相同的。不管是「七神船破遇難」或「海祖忌日」的傳說，在在顯現出吉貝耍人不忘祖的信仰精神的壓軸戲。

### 海祭程序

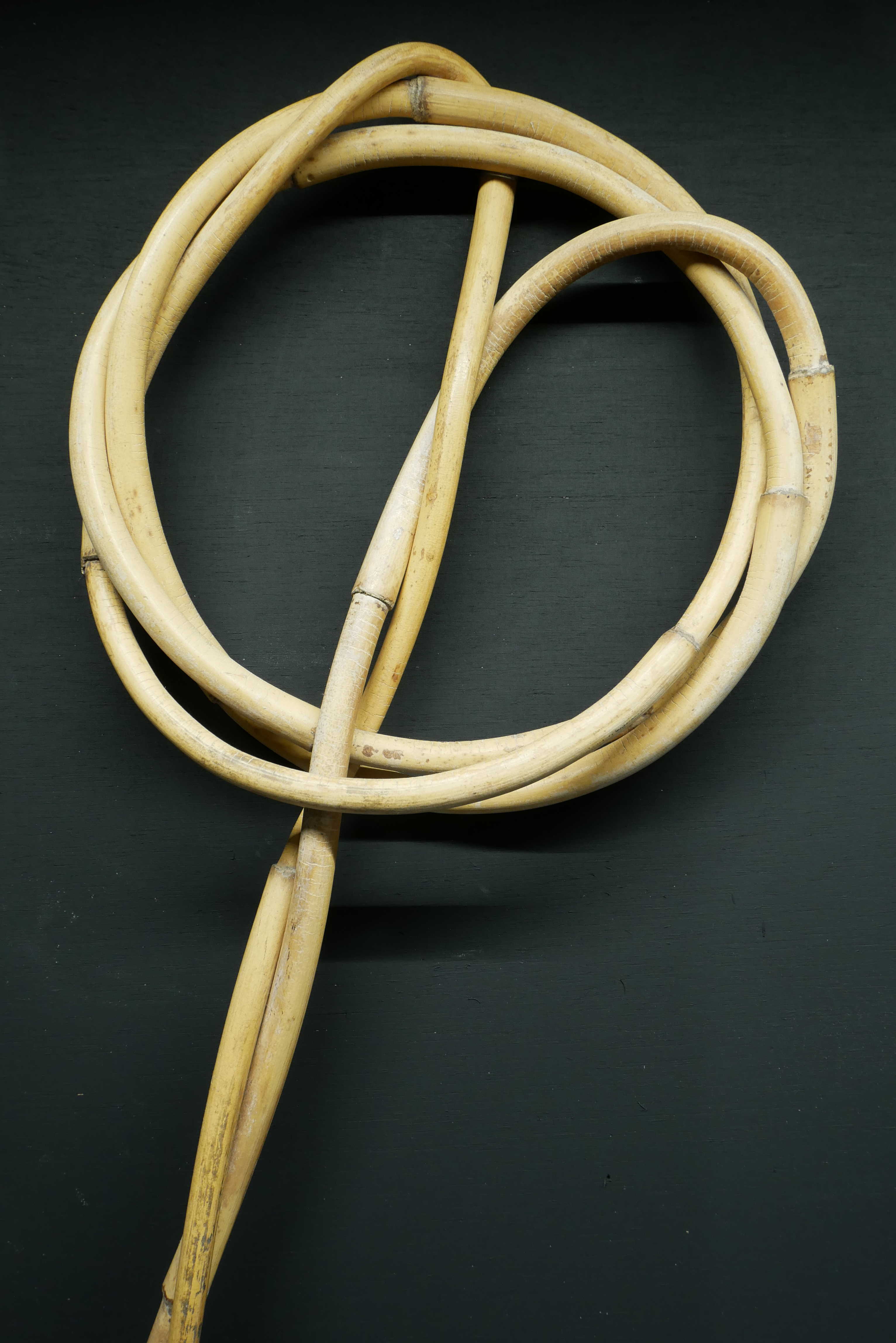
尪祖拐（西拉雅祭司法器）

每年農曆9月5日「孝海祭」當天下午兩點左右，吉貝耍人陸續擔著飯菜到大公廨西南方農路上，一字排開，排列在農路兩旁，以最好的祭品來答謝祖靈。
時辰一到，祭司吆喝大家到祭壇前「三向」（西拉雅語，祭拜的儀式名詞），三向畢，祭司拿起尪祖拐（西拉雅祭司法器）、澤蘭葉，口含米酒噴向空中，請祖靈、海祖來看「海戲」，並且接受子民們的祭品，這時「牽曲」婦女（西拉雅族特殊的敬神舞曲，以西拉雅母語吟唱）也圍繞著祭壇祀壺，吟唱出肅穆悲涼的歌聲，表達對祖靈眷顧的感恩。祭司時而回到祭壇，時而奔向前方，迎接祖靈們的到來，農路兩旁一字排開的祭品，在助理祭司的指示下，族人將甘蔗葉插入酒瓶中，不久祭司就代表祖靈一一巡視村人擺設的祭品飯菜，祖靈若歡喜點收子民心意，祭司下令由助手逐一把插在祭品酒瓶上的蔗葉拔去，「戳酒洞」畢表示祭典即將告一段落，祭司回到祭壇以剖半檳榔為擲筊，請示祖靈，「聖桮」後牽曲才可停止，族人也收拾飯菜，1小時左右的「孝海祭」畫上句點。 
吉貝耍的「孝海祭」是台灣平原地區原住民文化中，僅存也是相當特殊的「祭海」祭典，而且隱藏著對祖先的緬懷、感念。

## 外部連結
- 西拉雅族吉貝耍部落的Facebook專頁
- 族群文化| 吉貝耍部落資訊網 - 部落e樂園 （页面存档备份，存于）
- 東山吉貝耍西拉雅族夜祭 - 臺灣宗教文化地圖 （页面存档备份，存于）
- 吉貝耍阿立母夜祭- 西拉雅國家風景區管理處

- 「吉貝耍」是漢區，人是漢族、話是漢語，信仰是李祖，不是「西拉雅族」 （页面存档备份，存于），2016-01-07
- 「吉貝耍」祭「阿立祖」祝詞疑為漢語 （页面存档备份，存于），2015-12-31